# 플레이데드
플레이데드(영어: Playdead)는 덴마크의 비디오 게임 회사이다. 2006년 게임 디자이너 아른트 옌센과 디노 파티가 설립하였다. 2006년에 《LIMBO》를 개발하기 위해 회사를 설립했으며, 2010년에 공개하여 좋은 평을 받았다.
2016년, 《LIMBO》의 정신적 후속작 《INSIDE》를 발매하였다.

## 게임 목록
| 연도 | 제목   | 플랫폼     | 플랫폼 | 플랫폼 | 플랫폼 | 플랫폼 | 플랫폼 | 플랫폼 | 플랫폼 | 플랫폼 | 플랫폼 | 플랫폼 |
| 연도 | 제목   | 안드로이드 | iOS    | 리눅스 | macOS  | PS3    | PS4    | 비타   | 윈도우 | NS     | X360   | XOne   |
| ---- | ------ | ---------- | ------ | ------ | ------ | ------ | ------ | ------ | ------ | ------ | ------ | ------ |
| 2010 | LIMBO  | 예         | 예     | 예     | 예     | 예     | 예     | 예     | 예     | 예     | 예     | 예     |
| 2016 | INSIDE | 아니요     | 예     | 아니요 | 아니요 | 아니요 | 예     | 아니요 | 예     | 예     | 아니요 | 예     |